# Ивановское (Тёмкинский район)
Ива́новское — небольшая деревня у реки Угра, в Тёмкинском районе, Смоленской области в России.

## География
Расположена в восточной части области в 15 км к юго-западу от Тёмкина на правом берегу реки Угры.
Население — 8 жителей (2007 год). Входит в состав Медведевского сельского поселения.

## История
В конце XIX века село Ивановское, Ольховская волость, Юхновский уезд, Смоленская губерния.
В селе находилось имение (небольшой деревянный дом, не сохранился) и земли семьи Залесских.
У села в начале XX века находился «Святой источник» с церковными постройками.

## Достопримечательности
- Памятник археологии: 18 шаровидных курганов высотой до 2,1 м в 1,5 км к юго-востоку от деревни на берегу Угры. Были насыпаны в XI-XIII веках вятичами[1].

## Известные жители
В деревне родились и жили:
- геолог и переводчик Мирчинк, Мария Евгеньевна (в дев. Залесская, 1887—1978)
- советский писатель Жига, Иван Фёдорович (1895—1949).